# Ernst von Raben

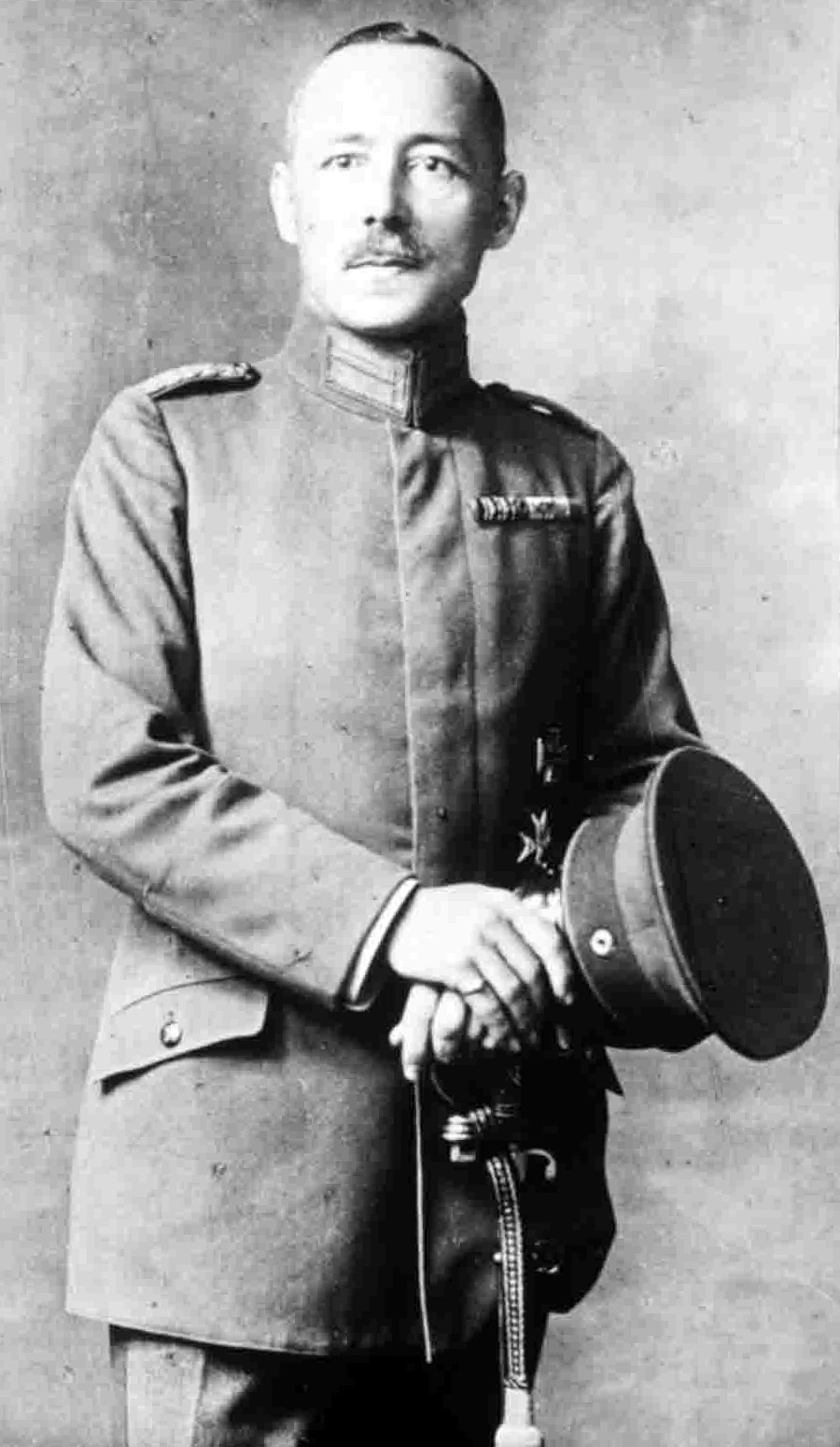
Ernst von Raben im Rang eines Majors

Ernst Klaus Iwan Christian Friedrich Alfred von Raben (* 22. September 1877 in Gmünd; † 7. Juni 1924 in Gütersloh) war ein württembergischer Offizier, der auch in der Schutztruppe der Kolonie Kamerun gedient hatte. 

## Herkunft und Ausbildung
Ernst von Rabens Vater war der Major des Landwehrbezirks Eßlingen, Karl von Raben, seine Mutter dessen Ehefrau Babette, geb. Fleck. Er erhielt eine Erziehung im elterlichen Haus, besuchte die Vorschule in Gmünd und Schlettstadt und trat dann in das Kadettenhaus Oranienstein, später Karlsruhe, ein. Anschließend besuchte er die Hauptkadettenanstalt in Groß-Lichterfelde.

## Militärische Laufbahn und Dienst in der Schutztruppe Kamerun
Raben trat am 13. März 1897 in das Infanterie-Regiment „Kaiser Wilhelm, König von Preußen“ (2. Württembergisches) Nr. 120 ein. Am selben Tag erfolgte die Beförderung zum Leutnant. Er schied aus der Württembergischen Armee am 5. April 1901 aus und trat am folgenden Tag in die Schutztruppe Kamerun ein. Er wurde zuerst im so genannten Grasland stationiert und nahm von August bis Oktober 1901 an der Ngolo-Expedition teil. Im Juni 1905 war er in Nordkamerun an Gefechten gegen die Falli beteiligt.
Im Februar 1906 trat er wieder in württembergische Dienste zurück und wurde in seinem Stammregiment weiter verwendet. Am 25. Februar 1907 erfolgte die Beförderung zum Oberleutnant vorläufig ohne Patent, im März ein sechsmonatiger Urlaub in London. Am 6. August 1907 schied er wieder aus dem württembergischen Dienst aus und trat erneut in die Schutztruppe Kamerun ein. Im November 1907 wurde er Postenführer in Dikwa, 1910/11 war er stellvertretender Resident der Deutschen Tschadseeländer. Am 27. Januar 1913 wurde er zum Hauptmann befördert, am 30. Mai 1914 übernahm er die Führung der 3. Kompanie in Mora im äußersten Norden Kameruns.

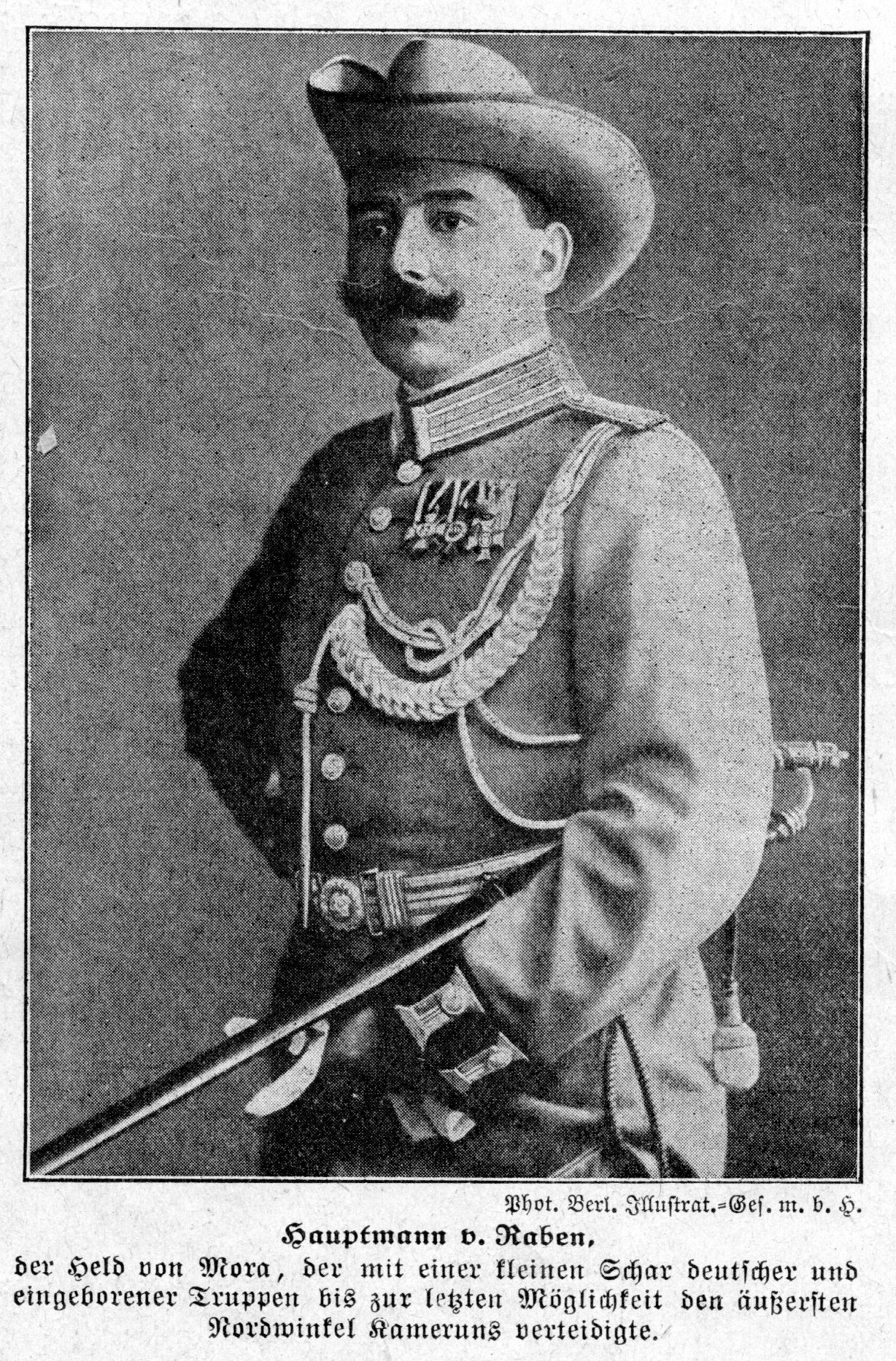
Hauptmann Ernst von Raben der Schutztruppe Kamerun. Aufnahmeort und -datum unbekannt, vor 1916

Bei Beginn des Ersten Weltkriegs wurde die 3. Kompanie in Mora zuerst durch französische Kolonialtruppen eingeschlossen, die später durch britische Kontingente verstärkt wurden. Die Truppe war von jeder Verbindung mit der Führung der Schutztruppe unter Oberstleutnant Carl Zimmermann abgeschnitten und verfügte daher weder über Informationen über den Kriegsverlauf noch über irgendeine logistische oder taktische Unterstützung von Seiten der Zentrale. Für eine zweckmäßigere Verteidigung hatte sich die Kompanie auf ein natürliches Bergmassiv gut fünf Kilometer südlich der Ortschaft zurückgezogen. Diese Stellung wurde provisorisch zur Festung ausgebaut. Trotz zahlreicher Angriffe, auch mit Artillerie und einer teilweise neunfachen Übermacht gelang es den Alliierten nicht, die Stellung einzunehmen. Die strategische Bedeutung der Stellung bestand darin, dass die 3. Kompanie überproportional gegnerische Kräfte band, die sonst gegen die Schutztruppe auf dem Hauptkriegsschauplatz im Süden der Kolonie eingesetzt worden wären.
Am 30. September 1915 wurde Raben bei Begehung einer vorderen Stellung durch einen Kopfschuss schwer verwundet und erholte sich aufgrund der äußerst schlechten Verpflegungslage und des extremen Medikamentenmangels nur langsam, so dass Leutnant Siegfried Kallmeyer (1885–1956) zeitweise das Kommando übernehmen musste.
Am 15. Februar 1916 nahmen die Belagerungskräfte Kontakt zu Raben auf und teilten ihm mit, dass die Schutztruppe zwecks Internierung vollständig auf neutrales Gebiet in die spanische Kolonie Rio Muni (Mbini) übergetreten sei. Daraufhin handelte er angesichts einer aussichtslosen Lage günstige Kapitulationsbedingungen aus. Dazu gehörte auch die Auszahlung der seit November 1914 ausstehenden Löhnung an die afrikanischen Soldaten. Raben kapitulierte am 18. Februar 1916.
Bis Dezember 1916 befand sich Raben in britischer Kriegsgefangenschaft, wurde dann aber in Arosa/Schweiz interniert und schließlich als Austauschgefangener am 3. August 1917 nach Deutschland gebracht. Hier wurde er am 27. Januar 1918 zum Major befördert und gleichzeitig in das Kommando der Schutztruppen beim Reichskolonialamt in Berlin versetzt. Im September 1918 nahm er noch an einem Maschinengewehr-Kursus in Döberitz teil. Er bekam am 19. September 1919 seinen Abschied mit der gesetzlichen Pension und der Erlaubnis zum Tragen der bisherigen Uniform aufgrund einer Verfügung des Reichswehrministers Gustav Noske.
Über seine letzten Lebensjahre ist nichts bekannt, er scheint sich jedoch nicht politisch betätigt zu haben. Er starb im Alter von nur 46 Jahren; möglicherweise als Spätfolge seiner Kriegsverletzung. Von einem Nachlass ist bislang nichts bekannt; seine Personalakte befindet sich im Hauptstaatsarchiv Stuttgart.

## Sonstiges
Der französische Filmemacher Jean-Jacques Annaud verdankte nach eigenen Angaben die Idee zu seinen ersten Spielfilm, Sehnsucht nach Afrika, einem Abschnitt im Manuskript L'Histoire Gènérale du Cameroun über „einen Major von Rabben [sic!] , der sich durch seinen heroischen Widerstand gegen die alliierten Streitkräfte in der ruhmreichen Schlacht von Mora während des Ersten Weltkriegs verewigte“.